# 河內司馬氏
河內司馬氏，是中国中古时代一個以河內郡为郡望的司馬姓士族，發祥於河內郡溫縣孝敬里。

## 起源
河內司馬氏興起於東漢，自稱是項羽所封十八路諸侯之殷王司馬卬的後裔。據《晉書·宣帝紀》記載，楚漢戰爭後，西漢以殷地置河內郡，司馬卬的子孫定居於當地，形成後世的河內司馬氏。司馬卬的八世孫為東漢征西將軍司馬鈞，即司馬懿的高祖父。但現代學者多認為，河內司馬氏將世系追溯到司馬卬存在攀附名人的嫌疑，未必可信。
依據傳統觀點，東漢時期的河內司馬氏為儒學大族。仇鹿鳴則認為，河內司馬氏本非儒學世家，將其視為“东汉中后期兴起的新兴文化家族”更為合適，其通過乡里交往、通婚网络從地方發展到中央，進而成為皇族。

## 發展

### 魏晉南北朝
曹魏後期，經過司馬懿、司馬師、司馬昭父子三人的長期經營，河內司馬氏最終取代曹魏建立晉朝，從普通士族上升為皇族。西晉末，河內司馬氏人口損失嚴重，僅有少數人南渡。東晉滅亡後，河內司馬氏又成為普通士族，一部分繼續留在南方出仕南朝，一部分則在晉宋之際逃往北魏。
南朝河內司馬氏中較突出的支系有：
- 晉元帝之子司馬晞一系：臨川王司馬寶在入宋後降封西豐縣侯[3]，傳國至宋末[4]。
- 晉宣帝之子司馬亮一系：司馬暠以孝行見稱。[5]
- 晉宣帝之弟司馬馗一系：司馬褧為南朝梁著名學者，儒術博通。[6]
- 晉宣帝之弟司馬進一系：司馬筠為南朝梁著名學者，博通經術。[7]

北朝的河內司馬氏則回歸故里河內郡溫縣，其支系有：
- 晉宣帝之子司馬亮一系：司馬景之支系。[9]
- 晉宣帝之弟司馬馗一系：司馬楚之支系[10]、司馬叔璠支系[11]、司馬興龍支系[12]。
- 晉宣帝之弟司馬進一系：司馬休之支系。[13]

### 隋唐
隋唐時期，河內司馬氏繼續發展，產生了“三祖司馬氏”的說法，其包括以下三房：
- 琅邪房：為北魏琅邪王司馬楚之的後裔，出自晉宣帝之弟司馬馗。
- 冠軍房：為北魏冠軍將軍司馬叔璠的後裔，亦出自司馬馗。
- 蒼梧房：為北魏蒼梧公司馬景之的後裔，出自晉宣帝之子司馬亮。

除了“三祖司馬氏”，有記載的支系還有：
- 東晉南頓王司馬宗的後裔，亦出自司馬亮，號稱“江南司馬氏”。（南朝支系之後）
- 西晉譙剛王司馬遜的後裔，出自晉宣帝之弟司馬進。（南朝支系之後）[14]
- 北魏魯陽太守司馬興龍的後裔，亦出自司馬馗。（北朝支系之後）[15]